# Antonio de la Torre y del Cerro
Antonio de la Torre y del Cerro (Còrdova, Andalusia, 22 de desembre de 1878 - Madrid, 8 de novembre de 1966) fou un historiador espanyol.

## Biografia
Estudià filosofia i lletres a la Universitat de Sevilla i el 1910 es doctorà a la Universitat Central de Madrid. El 1900 ingressà per oposició al cos d'arxivers de l'Estat, i fou destinat primer a l'Arxiu del Regne de València i després a l'Arxiu Històric Nacional de Madrid, fins que fou nomenat catedràtic d'història d'Espanya a la Universitat de València el 1911 i a la Universitat de Barcelona del 1918 al 1939, on fou mestre de Jaume Vicens i Vives. El 1923 fou nomenat acadèmic de l'Acadèmia de Bones Lletres de Barcelona. De 1927 a 1930 Antoni Rubió i Lluch el nomenà secretari de la facultat. El 1937 fou separat de la càtedra per la Generalitat de Catalunya.
Després de la guerra civil espanyola, per motius de salut es traslladà a Madrid, on fou catedràtic d'història medieval. Estudià les institucions polítiques i culturals de València i Barcelona, però més tard s'especialitzà en l'època dels Reis Catòlics.

## Obres
- La Universidad de Alcalá (1910) Des del 1913 s'anà dedicant, tanmateix, cada vegada més a l'època dels Reis Catòlics: la sèrie documental
- Documentos para las relaciones internacionales de los Reyes Católicos (1949-1966)
- Cuentas de Gonzalo de Baeza, tesorero de Isabel la Católica (1955-1956), amb Engràcia Alsina i Prat
- Documentos referentes a las relaciones con Portugal durante el reinado de los Reyes Católicos (1958), amb Luis Suárez Fernández